# Tõrva
Tõrva (niem.: Törwa) – miasto w Estonii, w regionie Valga.

## Galeria

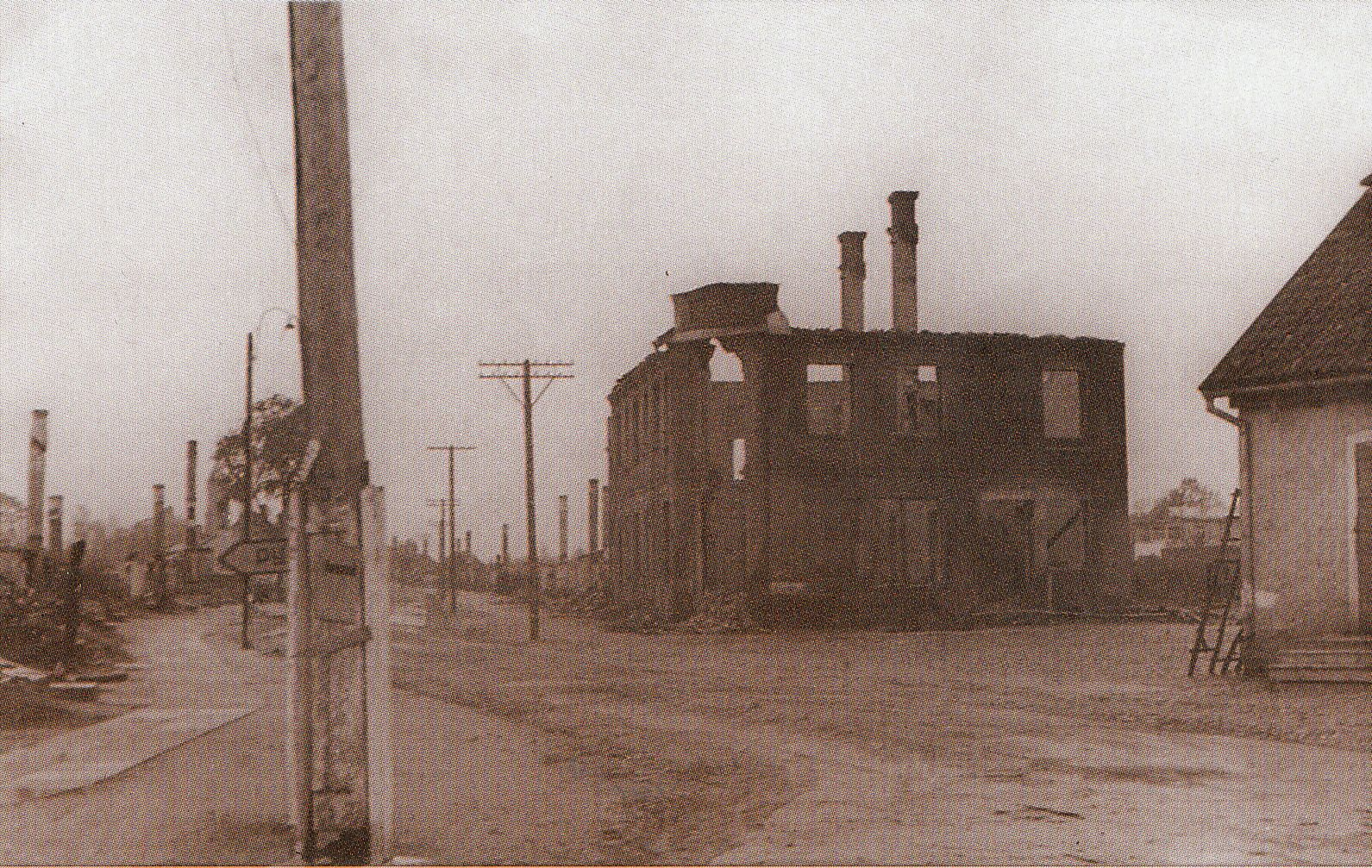
Ruiny Tõrvy w 1944 roku
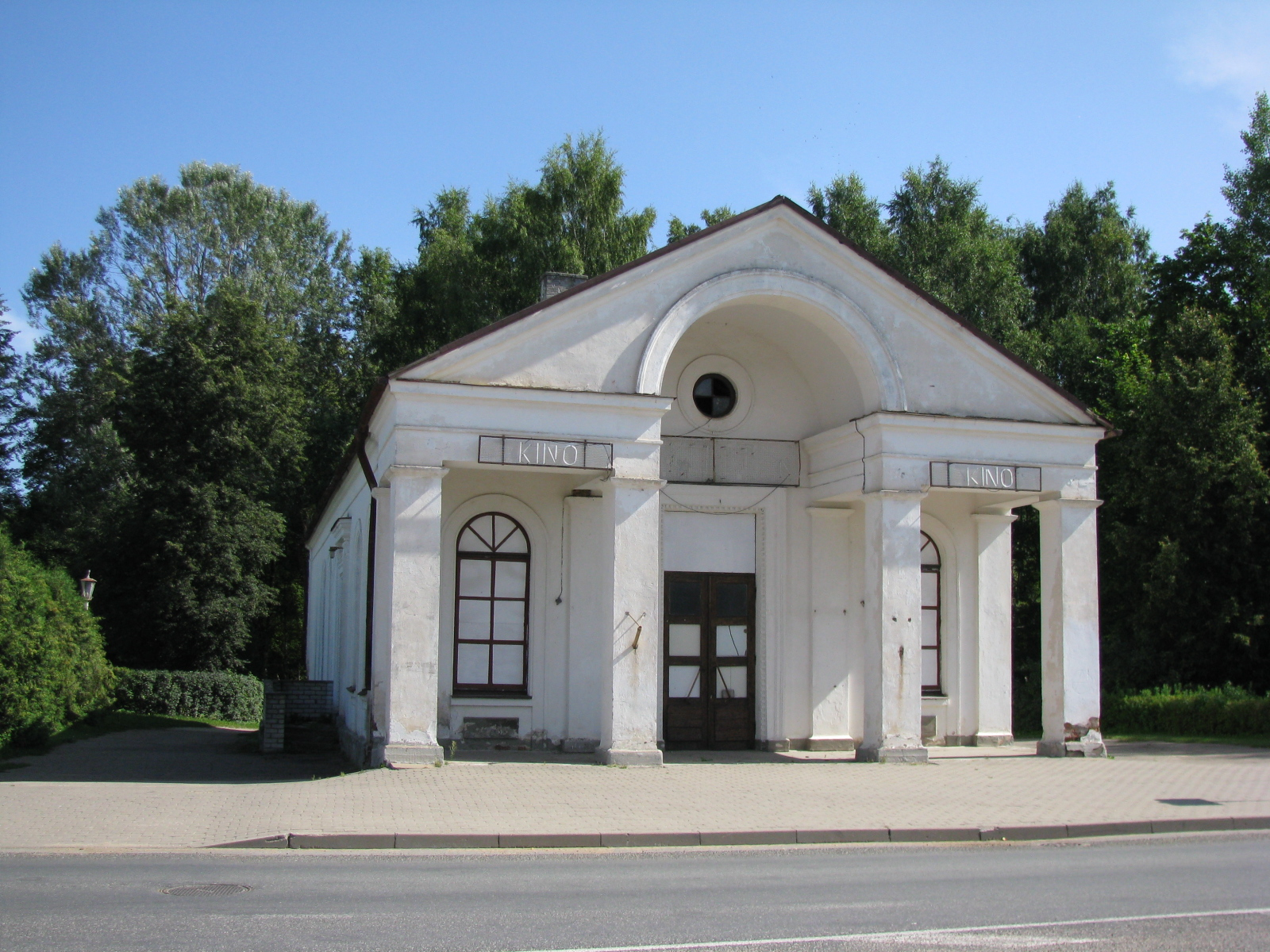
Tõrva, kino
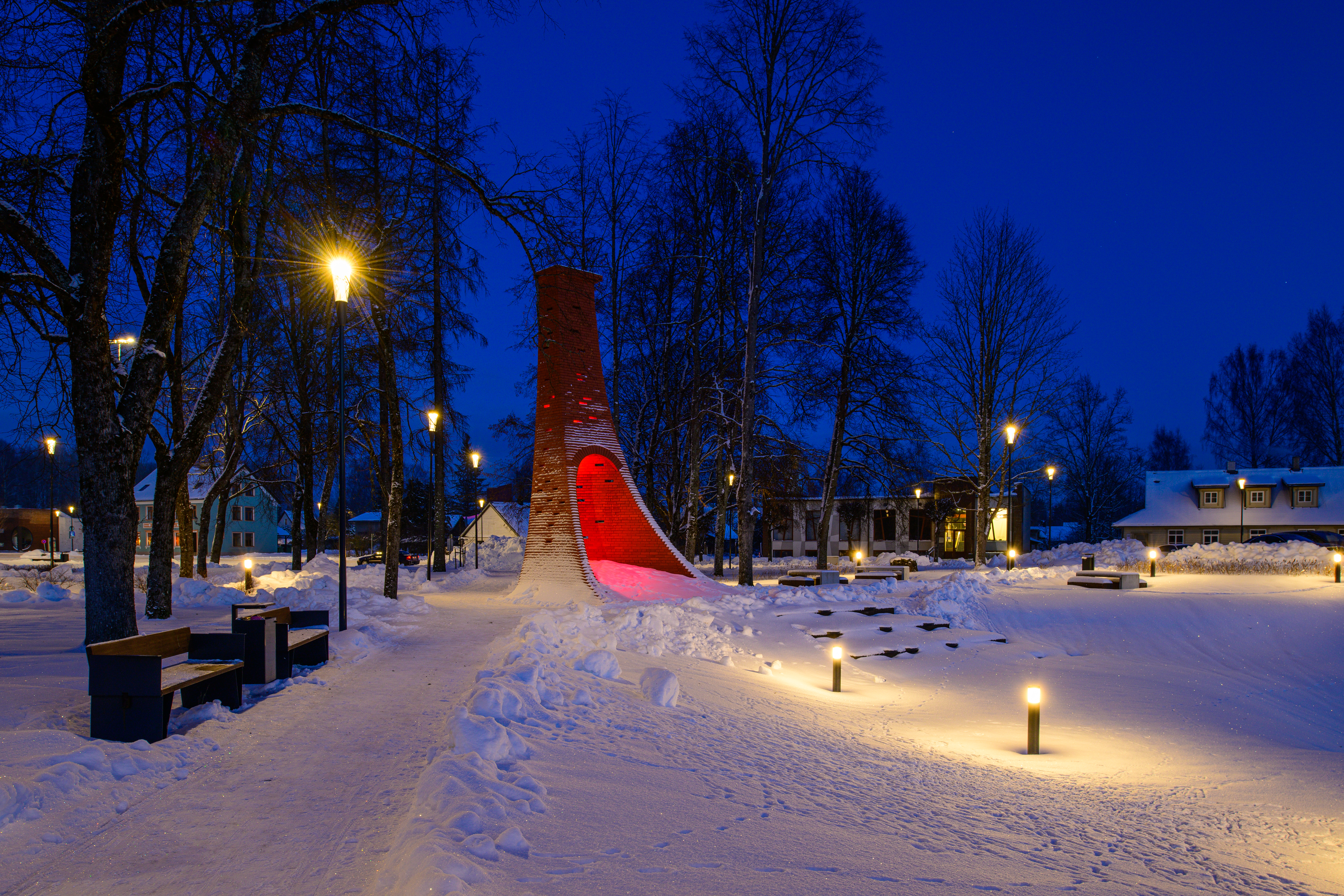
Tõrva, instalacja "Piec"
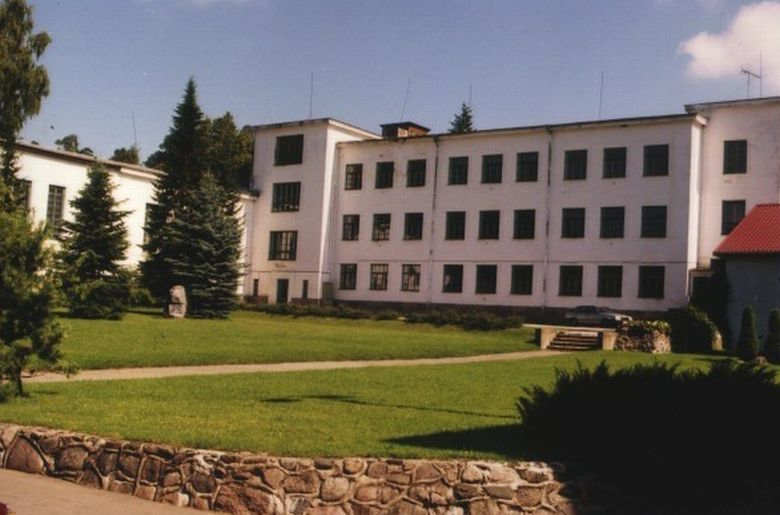
Tõrva, gimnazjum
Tõrva, pomnik poległych w wojnie o niepodległość Estonii, 1918-1920
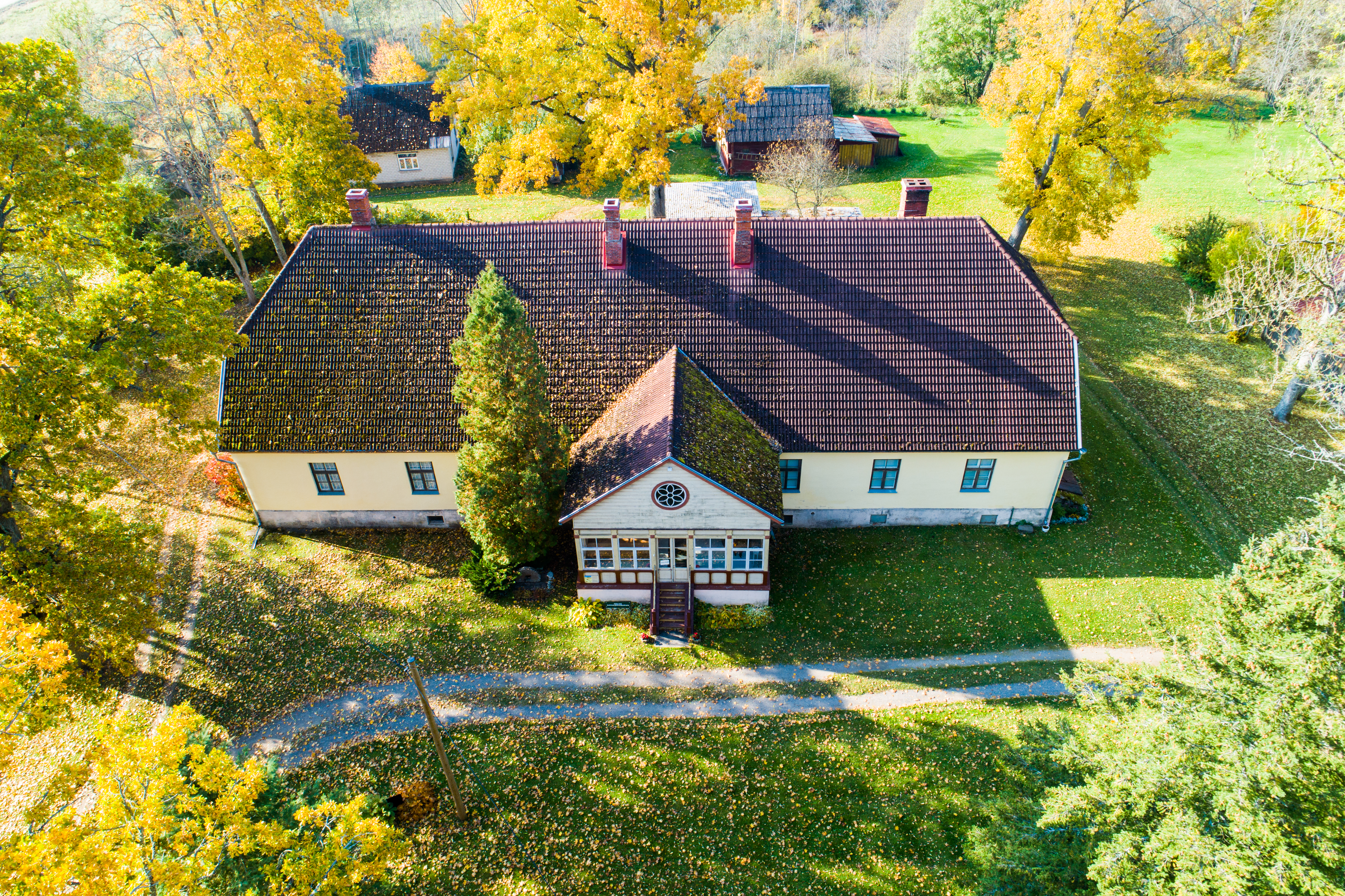
Tõrva, muzeum
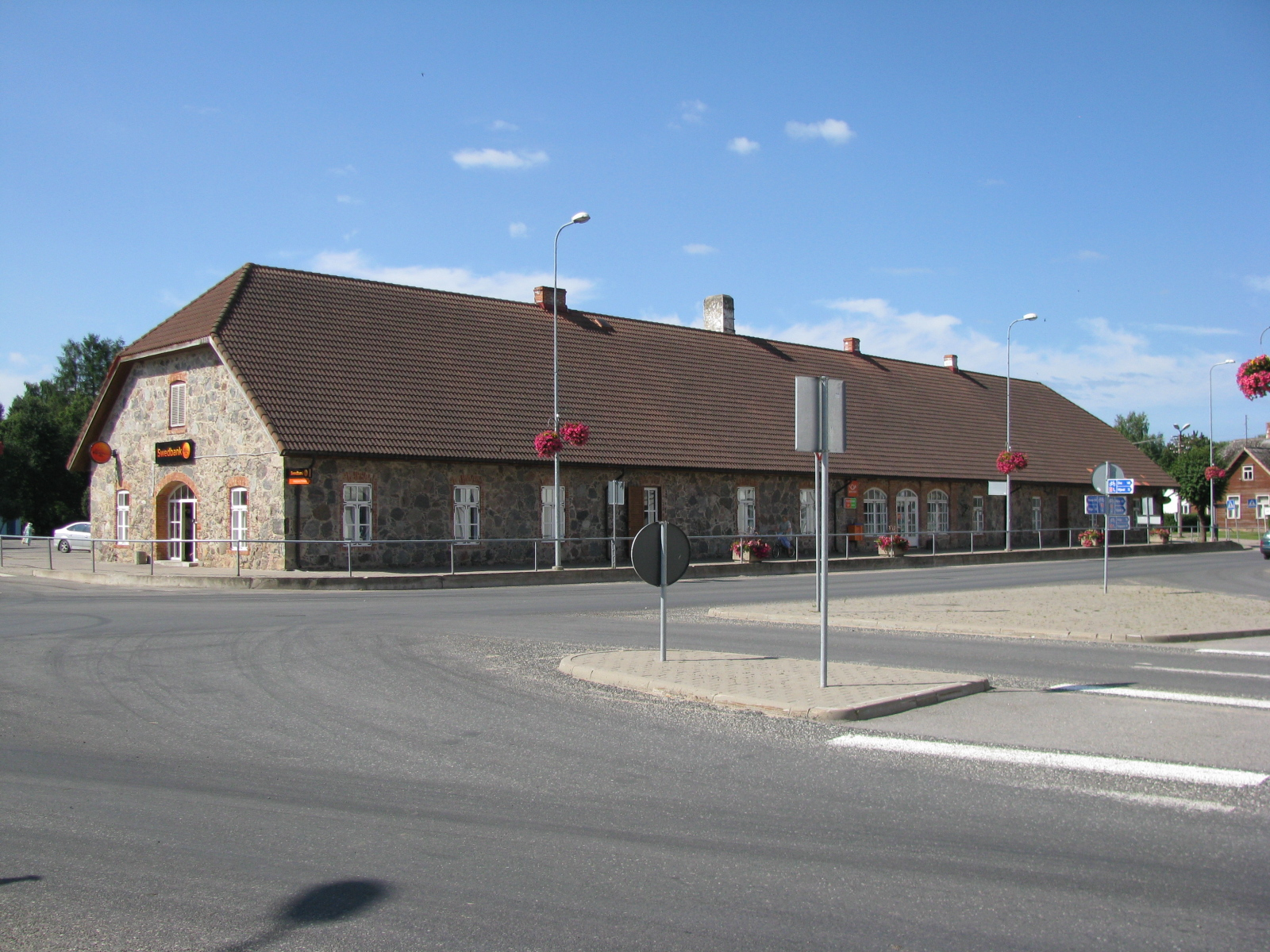
Tõrva, karczma
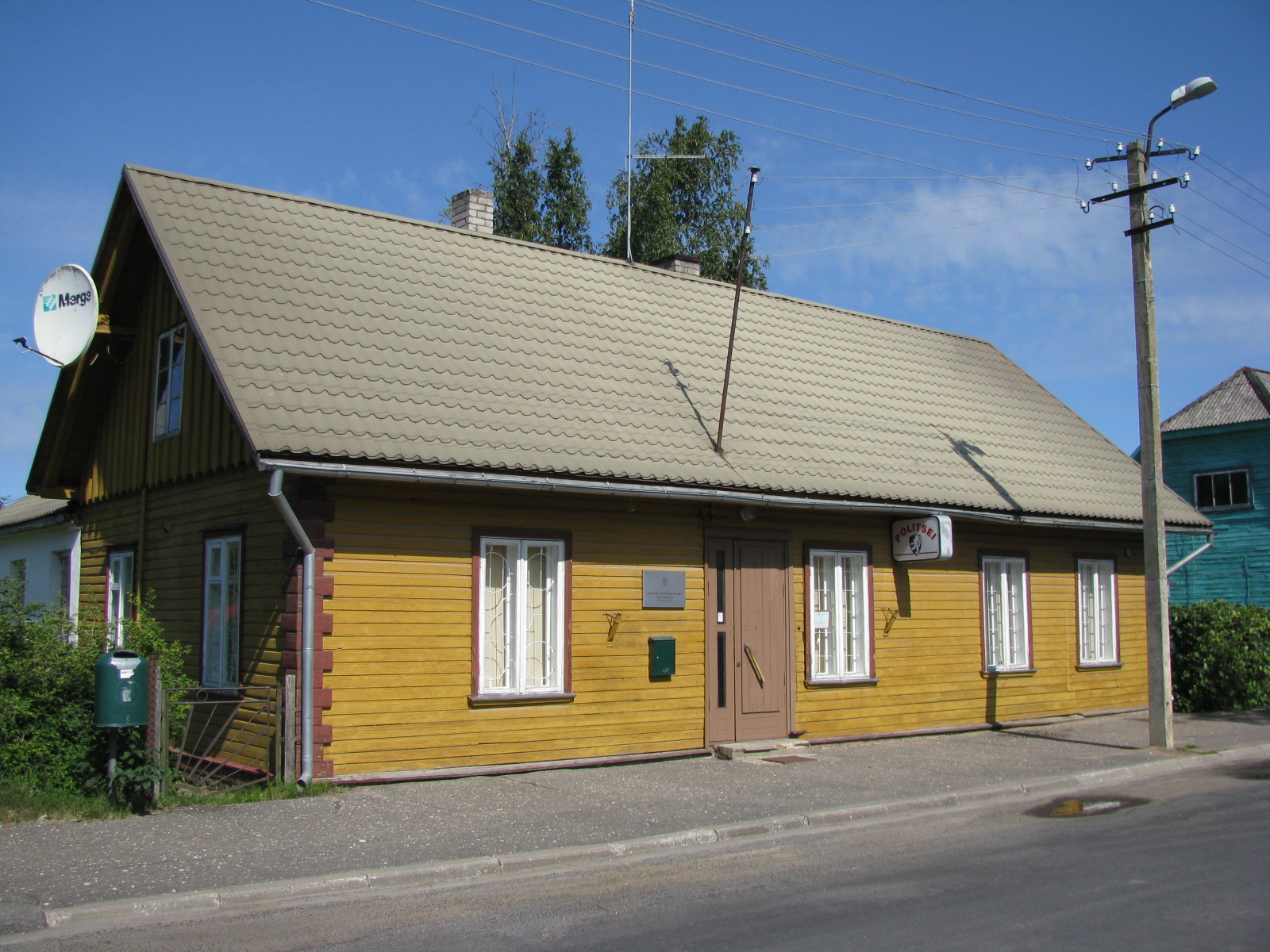
Drewniany dom w Tõrvie